# Нойдорф (Люцерн)
Нойдорф (нем. Neudorf) — деревня и бывшая коммуна в Швейцарии, в кантоне Люцерн. 
Входит в состав избирательного округа Зурзе (до 2012 года входила в состав управленческого округа Зурзе). 
До 2012 года имела статус отдельной коммуны. 1 января 2013 года вошла в состав коммуны Беромюнстер.
Население составляет 1076 человек (на 31 декабря 2006 года). Официальный код — 1092.

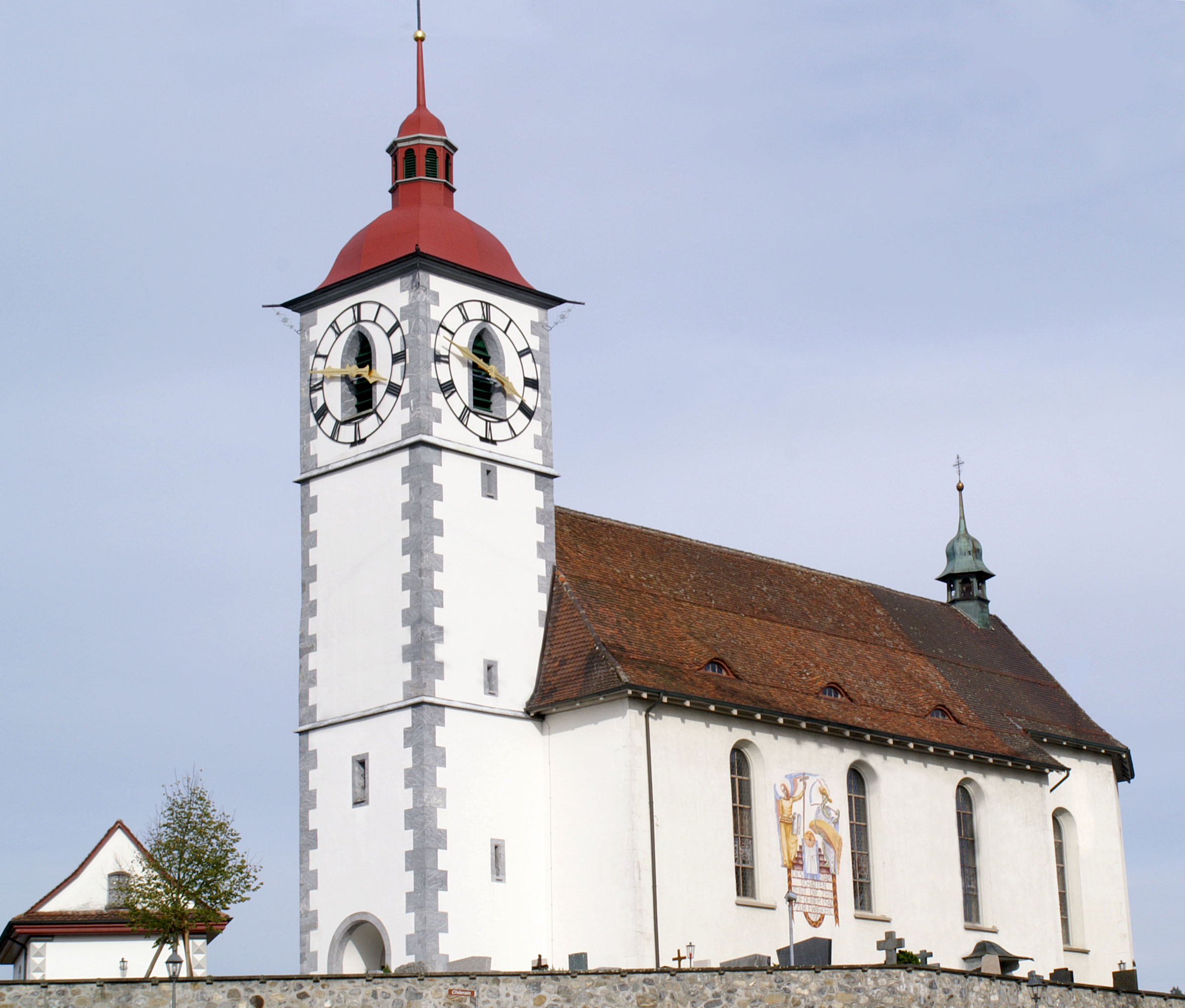
Церковь